# Нашонал (Мериленд)
Нашонал (енгл. National) насељено је место без административног статуса у америчкој савезној држави Мериленд.

## Демографија
По попису из 2010. године број становника је 56.
| Група             | 2000.    | 2010.      |
| Белци             | 0 (0,0%) | 55 (98,2%) |
| Афроамериканци    | 0 (0,0%) | 0 (0,0%)   |
| Азијати           | 0 (0,0%) | 0 (0,0%)   |
| Хиспаноамериканци | 0 (0,0%) | 0 (0,0%)   |
| Укупно            | 0        | 56         |